# Khoa học vật liệu
Khoa học vật liệu là một khoa học liên ngành nghiên cứu về mối quan hệ giữa thành phần, cấu trúc, các công nghệ chế tạo, xử lý và tính chất của các vật liệu. Các khoa học tham gia vào việc nghiên cứu chủ yếu là vật lý, hóa học, toán học. Thông thường đối tượng nghiên cứu là vật liệu ở thể rắn, sau đó mới đến thể lỏng, thể khí. Các tính chất được nghiên cứu là cấu trúc, tính chất điện, từ, nhiệt, quang, cơ, hoặc tổ hợp của các tính chất đó với mục đích là tạo ra các vật liệu để thỏa mãn các nhu cầu trong kỹ thuật.
Nghiên cứu vật liệu tạo ra vô vàn ứng dụng trong đời sống chính vì thế mà các ngành khoa học vật liệu, công nghệ vật liệu ngày càng trở nên phổ biến và phát triển rộng rãi.

## Phân loại vật liệu
Vật liệu là đối tượng của ngành khoa học vật liệu gồm rất nhiều loại khác nhau về bản chất vật liệu, về cấu trúc vật liệu, về các tính chất,... Thông thường, nếu phân chia theo bản chất vật liệu thì chúng ta có các loại sau:
1. Vật liệu kim loại
2. Vật liệu silicat
3. Vật liệu polymer
4. Vật liệu composite
5. Vật liệu tổng hợp

Nếu chia Vật liệu ra theo các ngành ứng dụng thì có:
1. Vật liệu điện
2. Vật liệu điện tử
3. Vật liệu xây dựng
4. Vật liệu Cơ khí